# グラブス触媒
グラブス触媒（—しょくばい、Grubbs catalyst）とは、ロバート・グラブスらによって報告されたルテニウムカルベン錯体のことであり、オレフィンメタセシス反応の触媒として主に用いられている。右図に示す2種の錯体がグラブス触媒の代表例として知られており、それぞれ第1世代グラブス触媒、第2世代グラブス触媒と呼ばれている。また、これらの触媒を更に改良したものもいくつか報告されている。一般にグラブス触媒は、オレフィンに対する官能基選択性が高く、また水や酸素にも安定で扱いやすいことから、有機合成化学の分野で広く利用されるようになった。

## 第1世代グラブス触媒
1995年に報告されたベンジリデンカルベン配位子と2つのトリシクロヘキシルホスフィン配位子を持つ錯体が第1世代グラブス触媒と呼ばれる。場合によっては、1992年に報告された触媒も含めて第1世代と呼ばれることもあるが、あまり一般的ではない。この錯体は RuCl2(PPh3)3 とフェニルジアゾメタン、トリシクロヘキシルホスフィンから容易に合成でき、良好な収率で得ることが可能である。また、既に市販もされている。錯体化学者の立場から見ると十分に安定であり、取り扱うにあたり特に注意を払う必要性はない。しかしながら有機化学者の立場から見ると注意を要する。実際、次に述べる第2世代グラブス触媒に比較すると酸素や水に対する感受性が高い。純度の高いものはくすみのない紫がかったピンク色の固体であり、経時変化により茶色がかってくる。販売メーカーによっては購入した時点で既に茶色の固体となっているケースがあるが、色の変化による活性の違いについて検討された例は知られていない。

## 第2世代グラブス触媒
1999年にその合成が報告され、第2世代グラブス触媒と呼ばれている。1998年から1999年に相次いで報告された、イミダゾリン配位子に二重結合を含む錯体を含めて第2世代と呼ばれることもある。この錯体は第1世代グラブス触媒と、アルデュエンゴらにより報告されたイミダゾリンカルベンとを反応させることにより合成される。市販もされているが、第1世代グラブス触媒を出発原料とすることから、高価である。また、その安定性は第1世代グラブス触媒に比較すると非常に高い。精製段階でメタノール可溶画分を除去するという方法がとられていることからも、その安定さがうかがえる。それにも関わらず、様々なメタセシス反応におけるその反応性が軒並み高いことから、現在この分野でかなり汎用されている触媒であると言える。しかしながら、すべてのメタセシス反応に対して第2世代グラブス触媒が常に効果的であるとは限らない。